# Chitipa
Chitipa är ett av Malawis 28 distrikt och ligger i Northern Region. Huvudort är Chitipa.